# Wold Newton (Yorkshire de l'Est)
Pour les articles homonymes, voir Wold Newton (homonymie).
Wold Newton est une paroisse civile et un village du Yorkshire de l'Est, en Angleterre.